# سیارک ۱۰۱۸۹
سیارک ۱۰۱۸۹ (به انگلیسی: 10189 Normanrockwell، نامگذاری:1996JK16) ده هزار و صد و هشتاد و نهمین سیارک کشف شده‌است که در ۱۵ مه ۱۹۹۶ کشف شد.
قدر مطلق سیارک برابر ۱۳٫۳۰ است.